# O Menino e o Vento
O Menino e o Vento é um filme de drama brasileiro de 1967, dirigido por Carlos Hugo Christensen. Roteiro do diretor, baseado no conto "O Iniciado do Vento" de Aníbal Machado. O diretor conheceu o conto após uma ida a uma livraria de São Paulo, na qual ele se deparou com o livro Poemas em Prosa. Após a ocasião tornou-se amigo do autor o qual denominou "um dos maiores poetas da América Latina", segundo ele os contos de Aníbal possuem "uma concepção essencialmente cinematográfica" e "em todos está presente o grande poeta que era".
As gravações ocorreram na cidade de Visconde do Rio Branco, zona da mata mineira, após a ótima recepção do prefeito e da população o diretor Carlos Hugo exibiu o filme ao ar livre, na praça principal.
Para o elenco, Christensen queria trabalhar apenas com atores "novatos", e após a inclusão de Ênio Gonçalves e do ator Luiz Fernando Isnelli, convidou Alba Veronese, que embora tivesse projeção internacional nos meios artísticos não era conhecida do cinema brasileiro. Foram feitos testes com mais de trezentos garotos para o papel, o ator escolhido, Isnelli, recebeu vários elogios pelo seu desempenho com a crítica, e chamou atenção nas gravações ao recusar dublê em uma cena que teria que dominar um cavalo.
A recepção foi mista. Recebeu indicação de melhor filme no Festival de Teresópolis e ganhou como melhor diretor. Em relação as críticas desfavoráveis, Rogério Costa Rodrigues, do jornal Correio Braziliense o chamou de frustrante, e escreveu que para um tema complexo como o de "O Iniciado no Vento" era necessário certa sensibilidade para ser "captado nas suas exatas dimensões", o que não aconteceu. Em 1967, foi selecionado para representar o Brasil no Festival de Veneza, no entanto, foi rejeitado, pois, de acordo com o diretor do evento, Luigi Chiarini, era "antigo e sem importância" e seria "impossível admitir num festival que pretende abrir suas portas a um cinema jovem, polêmico e dinâmico, um filme cheio de ideias inúteis".
O filme foi exibido na mostra de cinema brasileira no teatro National Film Theather, de Londres, com o patrocínio da Britsh Film Institut, em fevereiro de 1970.

## Sinopse
- Fonte: Cinemateca Brasileira[14]

José Roberto é um jovem engenheiro que vai de férias à distante vila de Bela Vista, interior de Minas Gerais, local de fortes ventos. Na infância ele sempre se interessara por esse fenômeno e quando conhece Zeca da Curva, fica fascinado com o conhecimento, a paixão e a afinidade do garoto pelos ventos de sua região e os dois se tornam companheiros inseparáveis durante os 28 dias de férias do engenheiro, sempre percorrendo as colinas em busca de ventos cada vez mais fortes. Mas ao voltar para a cidade onde mora, José Roberto fica sabendo que fora acusado do desaparecimento do garoto, que não fora mais visto depois da partida dele, e que era réu num julgamento à revelia. Ele retorna à Bela Vista e fica indignado quando as testemunhas, principalmente Laura, a dona do hotel, e Mário, um primo rico homossexual de Zeca, tentam chantageá-lo para mudarem os depoimentos que aludem a um provável crime de homicídio com motivação sexual que ele teria cometido.

## Elenco
- Fonte: Cinemateca Brasileira[14]

- Ênio Gonçalves...José Roberto Nery (engenheiro)
- Wilma Henriques...Laura (dona do hotel)
- Luiz Fernando Ianelli...Zeca da Curva
- Odilon Azevedo...Jorge (escrivão)
- Germano Filho...advogado de Roberto
- Oscar Felipe...Mário (primo rico de Zeca)
- Palmira Barbosa... Maria Amália (mãe de Zeca)
- Antônio Naddêo... Promotor (advogado de Zeca)
- Jotta Barroso... funcionário do fórum (abertura do julgamento)
- Armando Rosas... juiz
- Antônia Marzullo ... índia (avó de Zeca)
- Thales Penna... Aparecido Telles (peão da fazenda)
- Amiris Veronese... passageira do trem (olhando para Roberto)
- Míriam Pereira... Isaura (Espiga de Milho) (namorada de Zeca)

## Prêmios
- Prêmio do INC - Instituto Nacional de Cinema, 1967.[2]